# Cycle de vie (document)
Pour les articles homonymes, voir Cycle de vie.
Le cycle de vie du document ou cycle de vie de l'information est un concept en gestion documentaire et en archivistique qui décrit les différentes étapes de l'existence de dossiers, de documents ou de données, depuis la production de l'information (création, réception ou collecte) jusqu'à son sort final (élimination ou conservation à long terme à des fins mémorielles).
Les étapes de ce cycle diffèrent selon les traditions archivistiques.

## Principales étapes
1. Activité de l'affaire
2. Clôture de l'affaire
3. Fin du délai de conservation et sort final : Au terme de leur durée de conservation, les dossiers clôturés deviennent inactifs pour l'organisme producteur. Ils peuvent donc être soit éliminés (si l'on considère qu'ils n'ont pas de valeur archivistique), soit (si l'on a considéré qu'ils avaient une valeur archivistique) conservés sans limitation de durée pour des raisons historiques ou patrimoniales.

## Types de cycles de vie

### Le cycle de vie du document selon lerecords management
« Le cycle de vie d’un document engageant est organisé autour de deux événements majeurs qui modifient son statut ou sa valeur : la validation qui lui donne son plein effet engageant et l’événement qui déclenche le calcul de la date de fin de conservation. 	
- Avec sa validation comme document engageant (record creation), suivie de sa diffusion, le document émis ou reçu est figé et peut (doit) dès lors être mis en sécurité dans un système qui assurera sa conservation intègre et sa mise à disposition.
- L’événement déclencheur du sort final (fin de validité, résiliation, fin d’un laps de temps prédéterminé, décision du responsable du contenu) permet de calculer la date de destruction ou de transfert aux archives historiques. »

« Avant sa validation, le document passe souvent par plusieurs états qui sont autant de documents papier ou de fichiers numériques qu’il convient de gérer au regard de ce que doit être le document finalisé : règles de nommage, versionnage, contrôle de la diffusion. 
D’autres événements viennent ponctuer la vie du document archivé : les consultations qui peuvent générer des copies de ce document, les changements de localisation (en fonction de la fréquence d’utilisation et des coûts de stockage ou d’accès), les migrations technologiques ou les restaurations après détérioration des données. 

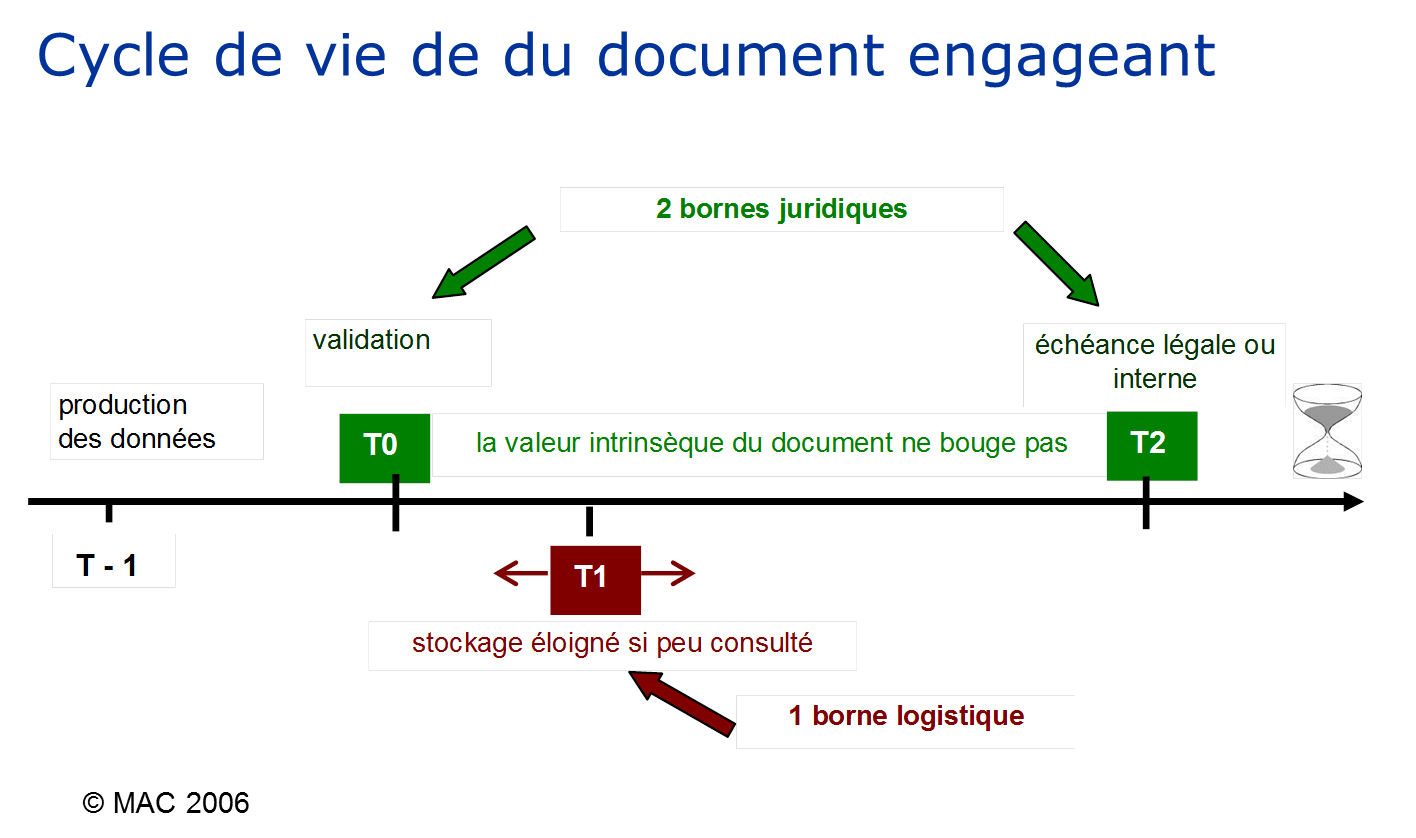
Cycle de vie du document selon le records management

Certains événements extérieurs peuvent conduire à modifier le cycle de vie du document archivé, par exemple : la valeur du document est requalifiée par suite d’un contentieux ; le support original est détruit malencontreusement et est remplacé par une copie qui devient copie de substitution. »
Ainsi du point de vue du records management les étapes du cycle sont résumées comme suit :
1. Création (ou capture) du document ;
2. Validation du document (avec plusieurs itérations possibles) ;
3. Utilisation (diffusion/publication) ;
4. Fin de l’usage courant ;
5. Échéance légale ou institutionnelle (déterminée par une durée d’utilité administrative).

Les étapes sont ici déterminées par des dates butoirs qui, en principe, déterminent une action de traitement des documents ayant changé de statut.

### Théorie des trois âges des archives
La théorie des trois âges des archives distingue trois phases principales d'activités de l'information :
1. Les archives courantes ou archives administratives (vivantes ou archives actives) regroupent les documents qui sont nécessaires à l'activité courante des organismes qui les ont produits (créés ou reçus dans le cadre de leurs activités) et sont conservés par la ou les personnes qui les ont produites.
2. Les archives intermédiaires (semi-statiques ou semi-actives) sont les documents à conserver de façon intègre tant qu'ils ont une valeur probante (utilité administrative ou légale) pour la traçabilité des activités de l'organisme producteur. Comme ces documents ne sont plus d'une utilité quotidienne et immédiate, ils peuvent être déplacés dans un local où on ira le consulter en cas de besoin ou confié à un service d'archives qui le restituera à la demande.
3. Les archives définitives ou historiques (statiques ou mortes ou inactifs) sont des documents qui n'ont plus de valeur probante (leur conservation n'est plus nécessaire pour la conduite de l'activité ou légalement obligatoire) et que l'on a conservé pour des raisons patrimoniales ou historiques (comme mémoire). Ces archives sont généralement confiées à un service d'archives. Les dossiers qui sont archivés commencent ainsi une deuxième vie et dans un cadre légal différent.

Cette théorie a été exposée et popularisée en France par Yves Pérotin en 1961, puis reprise dans le reste de la francophonie et dans plusieurs pays latins.
En France, les archives définitives des personnes publiques, qu'il s'agisse de collectivités territoriales ou de services déconcentrés de l'État, doivent être versées aux Archives départementales du ressort géographique où elles se trouvent. Les communes de plus de 2 000 habitants peuvent créer des services ad hoc dans lesquels elles conservent l'ensemble de leurs archives, sous le contrôle de l'État. Les archives définitives des administrations centrales de l'État et des établissements publics à compétence nationale doivent être versées aux Archives nationales.

### Relations entre cycle du vie durecords managementet théorie des trois âges
Dans le séquençage des trois âges :
- les archives courantes couvrant les étapes 1 à 3 du records management, prennent en compte les documents nécessaires au fonctionnement des institutions qui les ont produits.
- les archives intermédiaires (semi-statiques ou semi-actives) couvrant la période entre les étapes 4 et 5 du records management, ne sont plus utilisées couramment mais doivent être conservées de manière temporaire pour des raisons administratives ou juridiques. À l'issue de la durée réglementaire ou légale de conservation, ces archives font l'objet d'un tri et sont soit conservées définitivement soit éliminées.
- les archives définitives (statiques ou mortes) se positionnant après l’étape 5 du records management, ont pour vocation d'être conservées pour des raisons patrimoniales ou historiques.

Ces divergences apparentes sont illustrées par le schéma ci-dessous illustrant les différences de conception entre le monde francophone et le monde anglo-saxon (selon Marie-Anne Chabin).

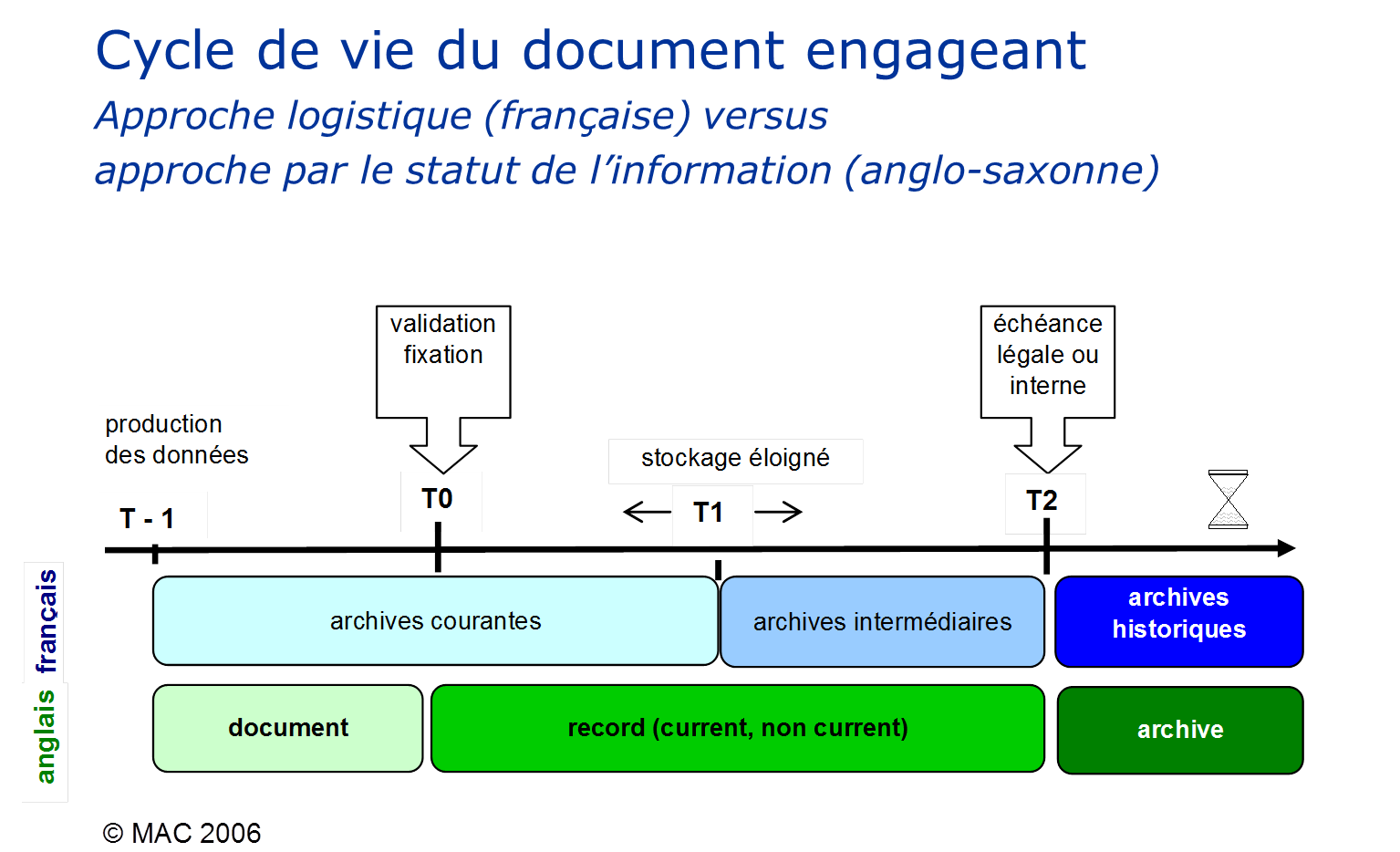
Cycle de vie document-record mac

### Du cycle de vie au continuum

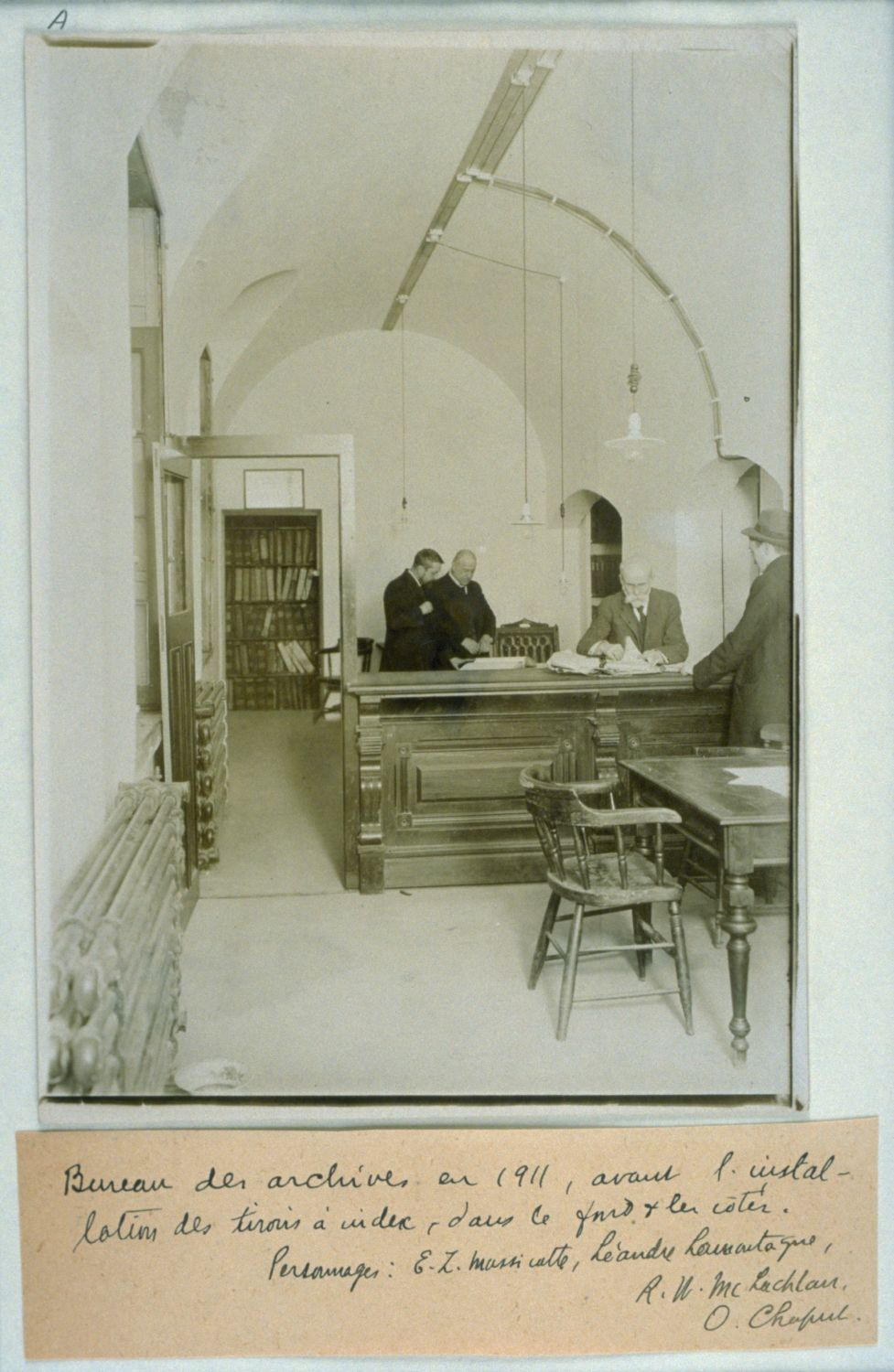
Archives judiciaires de Montréal, 1911

Avant que le concept de cycle de vie n’apparaisse sous sa forme actuelle, le document est envisagé selon deux critères. Le premier est son utilité dans l’administration. Le second correspond à sa fonction de témoignage. Les années 40 et 50 sont le berceau de la théorie des trois âges. La quantité d’archives s’accroit et, à ce moment, la théorie des trois âges est conçue. Le concept est caractérisé par la notion d’information à partir des années 70. Il est comparé à un être vivant par Ira A. Penn dans les années 80.
Cette contradiction entre les différents modèles du cycle de vie a alimenté une longue controverse entre les fonctions du records management et celle de l’archivistique dans les milieux nord-américains concernés. Cela a mené à la notion de records continuum, défendu pour la première fois dans un article de Jay Atherton paru en 1986 dans la revue Archivaria sous le titre From Life Cycle to Continuum: Some Thoughts on the Records Management – Archives Relationship (du cycle de vie au continuum : quelques réflexions sur la relation entre le records management et les archives).
Préserver le contenu, notamment sous forme de données, s’insère difficilement dans la conception du cycle de vie. Ainsi, l’organisation est facilitée par un modèle alternatif, le records continuum.
Une association est suggérée entre l’idée de la postmodernité et celle de continuum. Continuum et cycle de vie ont un impact sur le travail même de l’archiviste. Avec le modèle du records continuum, le fait que le document se situe au début ou à la fin du cycle de vie n’a pas d’importance puisque contrairement au modèle précédent, il s’agit du même professionnel qui est impliqué,. Les programmes d’études doivent s’ajuster en conséquence, car les tâches de l’archiviste incluent dorénavant la gestion documentaire lors de toutes les phases d’activité. L’élaboration du principe de continuum ne déloge pas complètement la théorie des trois âges en France et au Québec. En effet, les législations des deux côtés de l’Atlantique l’inscrivent dans leur terminologie.

## Impact du numérique sur le cycle de vie
Indépendamment des controverses que la notion de cycle de vie a engendrées entre records managers et archivistes, la transformation progressive des documents en documents numériques a également mis à mal la séquence « classique » du cycle de vie. De manière générale, la dématérialisation des documents implique la disparition de fait de l’étape des archives intermédiaires et par conséquent la nécessité d’attribuer un sort final dès la création du document numérique. Par ailleurs, il complexifie largement les différents états du document durant sa période active. Ainsi les différentes phases peuvent se décliner en sous-phases, qui peuvent par ailleurs exister en parallèle, comme :
Capture/création :
Capture/création de papier, de courriel, de fichiers graphiques, de base de données, etc.
Révision/validation :
Projet, révision, révision en groupe, validation, version finale, version révisée, etc.
Publication/diffusion :
Publication papier, diffusion par web, courriel, supports électroniques, etc.
Stockage/Conservation :
Stockage en ligne, near-ligne, hors-ligne, archivage dans un SAE, etc.
Les conséquences de la numérisation sur le cycle de vie font toujours l'objet de nombreux débats.

### Principaux enjeux
Ayant la responsabilité de répondre au principe de respect des fonds, le document d’archives a notamment le devoir d’être authentique,. En d’autres mots, il faut que sa forme originale soit conservée et qu’elle ne subisse pas d’altérations tout au long de son cycle de vie. Or, le numérique, puisqu’il transforme les documents en unités discrètes et manipulables, pose un enjeu qui concerne l’authenticité et l’intégrité des documents. La nature même du document numérique perçue comme un ensemble de données manipulées et manipulables vient donc fragiliser ce principe. Les fichiers numériques sont en proie à être altérés, mais aussi à être copiés plus facilement au point de risquer de perdre de vue le document original. L’enjeu est donc d’empêcher et de contrôler ces possibles menaces à l’authenticité du document. Ainsi, il paraît désormais nécessaire de mettre en place des méthodes de confidentialité et de sécurité efficaces afin de mieux gérer l’accès aux données et d’assurer leur fiabilité. Il faut également prévoir et choisir un modèle de conservation éprouvé, malgré les défis engendrés par la démultiplication des supports, des formats et des lieux de stockage, autant de technologies dont la pérennité est difficilement calculable.
Il va sans dire que les enjeux du numérique ne concernent pas uniquement les documents numériques, mais également tous les types de documents. L’ensemble des étapes du cycle de vie du document se voient de plus en plus affectées par le numérique, subissant des transformations tant au niveau de la création, de la diffusion, de la consultation, de l’exploitation, que de celui de la conservation des archives.